# Australopithecus sediba
Australopithecus sediba je druh vyhynulého hominida, žijící na počátku pleistocénu, zhruba před 2 miliony let v jižní Africe, na území dnešní Jihoafrické republiky. Jedná se o jednoho z nejmladších zástupců australopitéků, který již má některé znaky pozoruhodně blízké soudobým zástupcům rodu Homo.

## Objevy

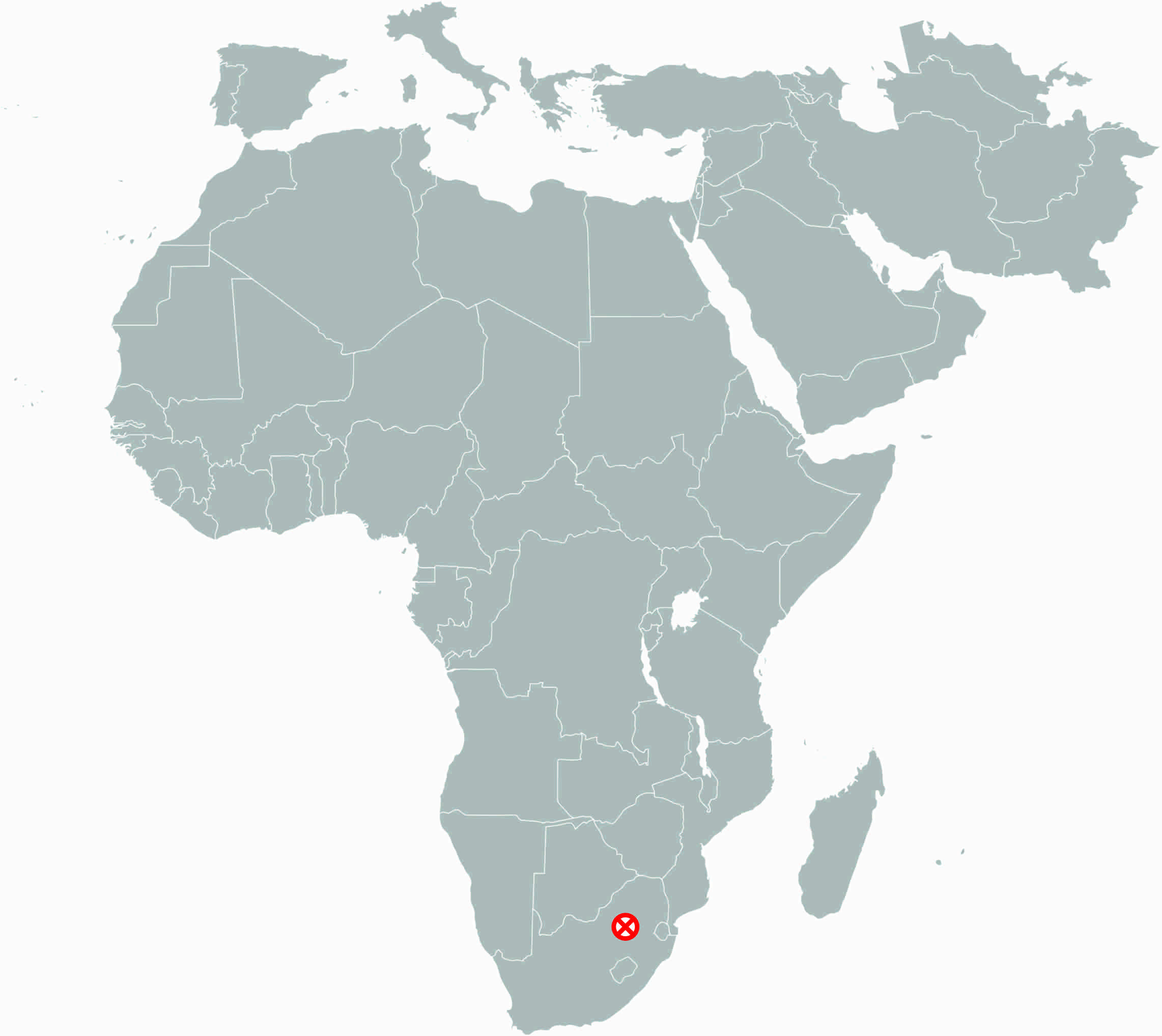
Místo nálezu na mapě Afriky

Ostatky druhu Australopithecus sediba byly objeveny v roce 2008 v jeskyni Malapa, nacházející se poblíž Johannesburgu, v krasové oblasti zvané Kolébka lidstva. Protože tamní jeskyně jsou si vzájemně podobné modelací terénu i okolní vegetací, mohla být k vytipování lokality využita aplikace Google Earth. Při následném terénním průzkumu však byly ostatky homininů zachyceny náhodou, když na ně 15. srpna během hry narazil devítiletý syn vedoucího výzkumu, Matthew Berger.

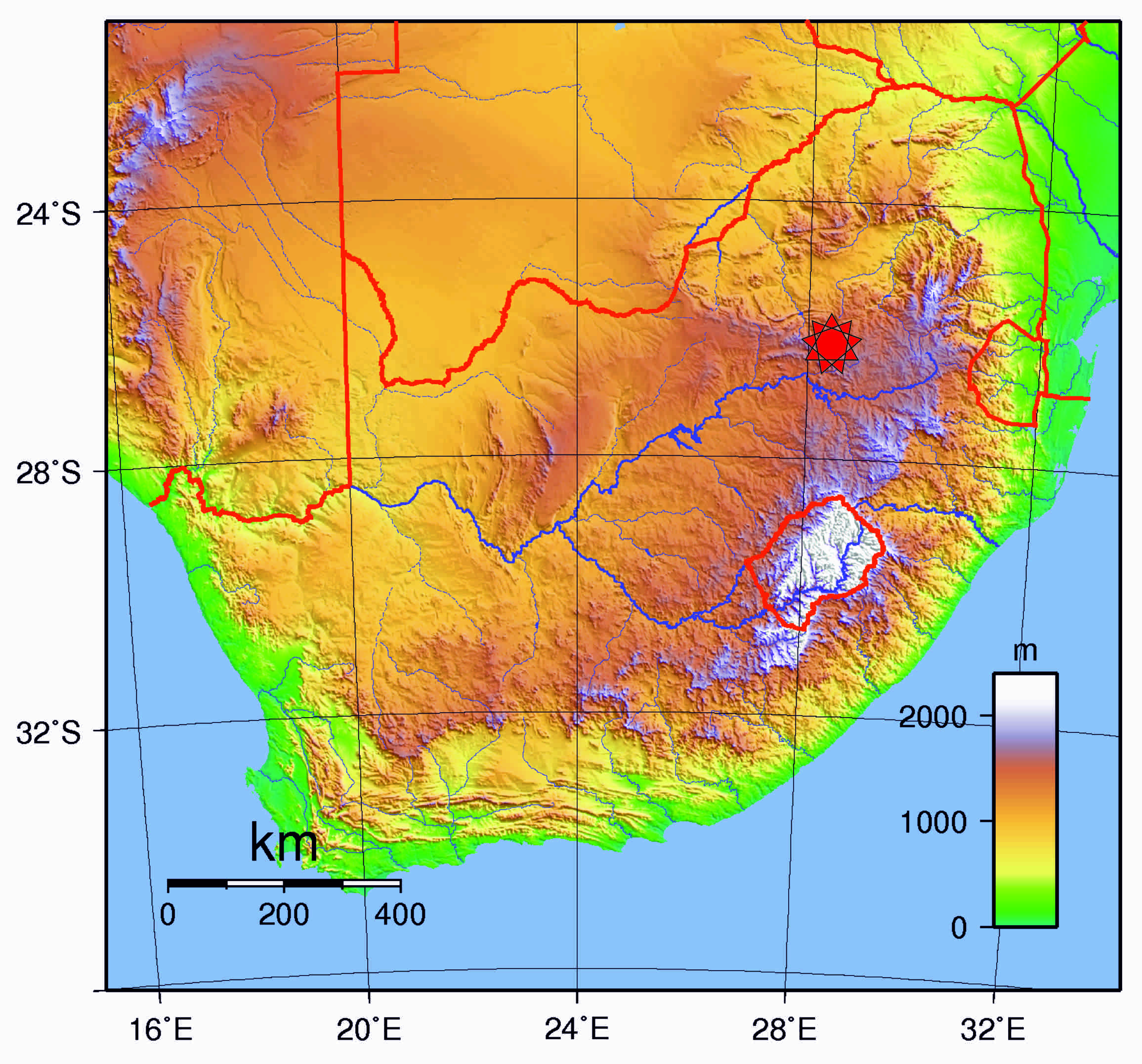
Místo nálezu na mapě jižní Afriky

Výzkumem v letech 2008 – 2009 byly odhaleny ostatky dvou jedinců, představující jedny z nejlépe dochovaných koster rodu Australopithecus. Patřily dospělé samici a dospívajícímu samci, který od objevitelů získal přezdívku Karabo.
Druhový přívlastek sediba pochází z místního jazyka Sotho a znamená „pramen“ nebo „studna“. Odkazuje tak na místo nálezu poblíž pravěkého vodního zdroje, ale zároveň i na možné vazby druhu A. sediba k rodu Homo. Přezdívka Karabo pochází ze setswanského výrazu pro „odpověď“.
Odkryvy v Malapa však pokračují i nadále, takže do roku 2013 bylo získáno na 220 zlomků kostí druhu A. sediba. Ty patří nejméně 6 jedincům - kromě prvních dvou koster byly zachyceny ještě ostatky dospělého muže a tří dětí.

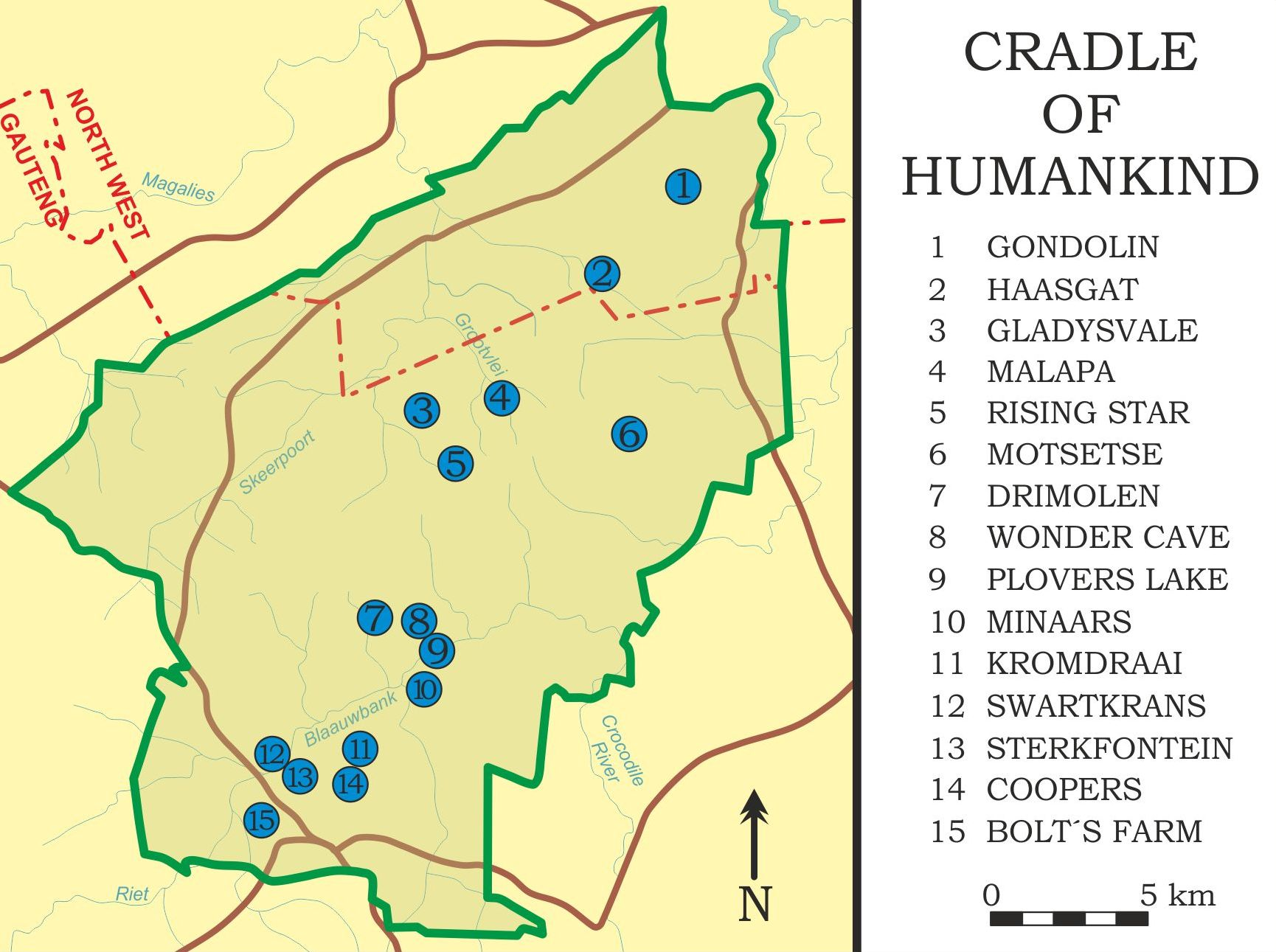
Jeskyně Malapa na plánu oblasti zvané Kolébka lidstva

V roce 2014 bylo nad jeskyní vybudováno zastřešení s vyhlídkovou plošinou, které chrání samotnou jeskyni, umožňuje pokračování výzkumů a zároveň dovoluje návštěvníkům bezpečnou prohlídku lokality.

### Datace
Nálezy byly kombinací metody uran-olovo a paleomagnetismu původně datovány do doby před 1,78–1,95 miliony let. Poté však byla datace upřesněna na 1,977 milionu let. Australopithecus sediba tak svým výskytem velmi těsně navazuje na poslední známý výskyt druhu A. africanus.

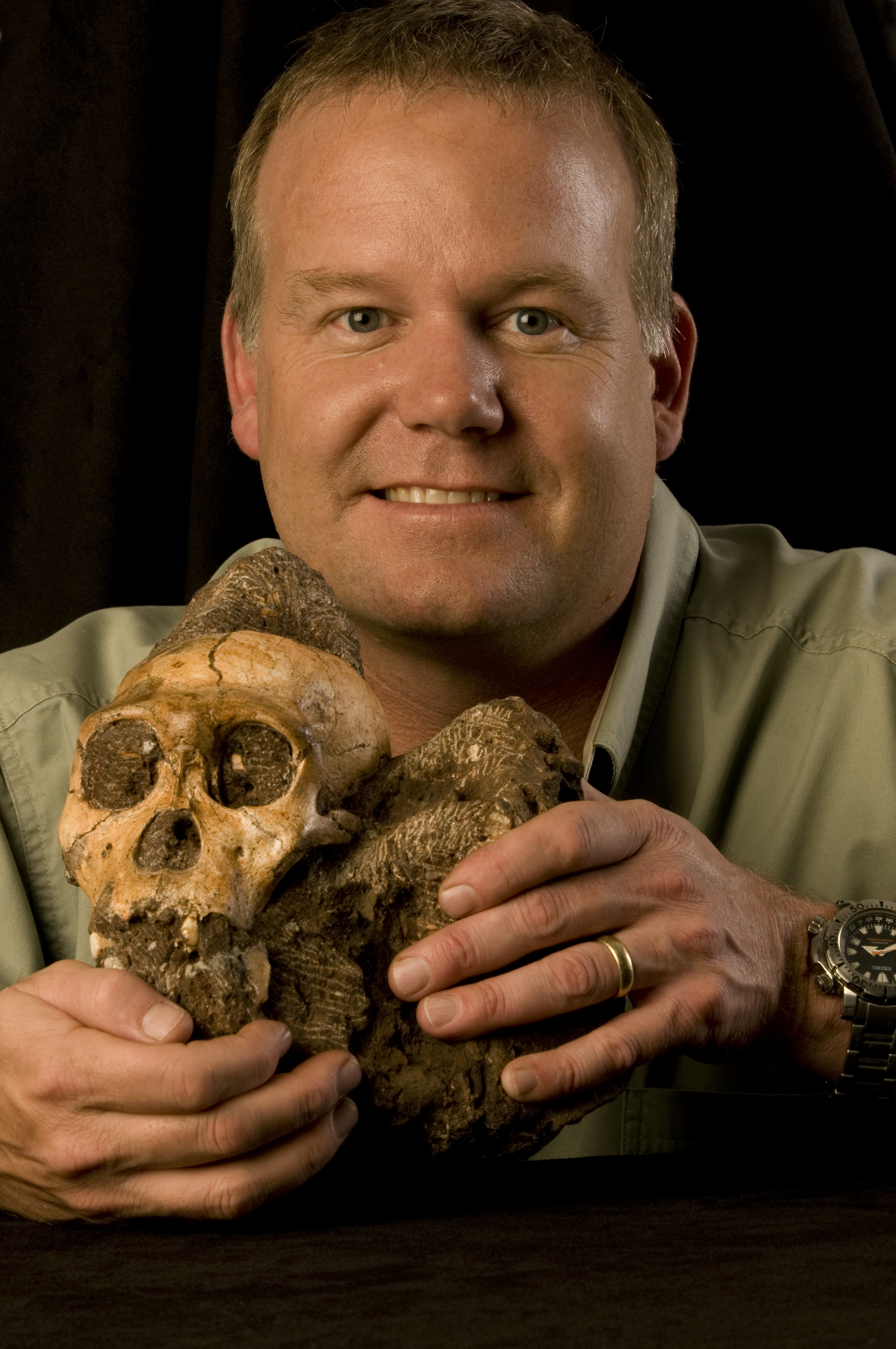
Lee Berger

### Zajímavosti
- Nálezům byla z velké části věnována dvě vydání prestižního časopisu Science, a to dne 9. září 2011 a 12. května 2013.[7]
- Současná jeskyně je jen zbytkem jeskynního systému, jehož strop se nacházel asi 30 m nad současným povrchem. Vyšší partie byly odstraněny erozí.[5]
- Malapa se vyznačuje nevídaně dobrým dochováním ostatků živočichů. Fosilizovaly zde nejen kosti, ale i části měkkých tkání jako např. kůže. Ta se v malých útržcích pravděpodobně dochovala i u koster A. sediba, kde představuje nejstarší známý doklad měkkých tkání homininů.[8] Při důkladném výzkumu umožní studovat ochlupení, přítomnost mazových a potních žláz a podobně.[9]
- Charakter vrstev, v nichž byly nalezeny kostry homininů, nasvědčuje tomu, že těla mrtvých australopitéků strhl prudký příval vody a pohřbil je pod mocným nánosem sedimentů.[5] V té době ještě nemohly být zetlelé všechny měkké tkáně, protože se zachovala i některá kloubní spojení a příval vody kosti nepromíchal. Zdá se tedy, že homininé zemřeli současně, nebo jen krátce po sobě. Kostry mohou dokonce patřit příbuzným jedincům, nelze to však potvrdit. Zcela postrádají stopy po okousání masožravci, povrch kostí je jen mírně poškozený hmyzem, minimální je i narušení povětrnostními vlivy. Snad homininé spadli do jeskyně nešťastnou náhodou jedním z komínových průduchů a nedokázali se dostat ven. Zemřít mohli i na následky pádu, protože zlomeniny na pravé paži samice a spodní čelisti samce odpovídají pádu z výšky ještě v obě existence měkkých tkání, nenesou však již známky hojení.[10] Příval vody, možná způsobený silnou bouří pak jejich těla odnesl do hlubších částí jeskyně a nános sedimentů umožnil jejich dobré dochování.[5]
- Lebka druhu A. sediba byla na podzim roku 2019 podrobena výzkumu moderním mikro-CT skenerem společnosti Lockheed Martin v zařízení Grand Prairie na severu Texasu.[11]

## Popis
Dospělí jedinci druhu A. sediba dosahovali výšky asi 130 cm. Na rozdíl od ostatních australopitéků u nich není patrný výrazný pohlavní dimorfismus ve velikosti těla, to se však s dalšími nálezy může změnit.
Dobře dochovaná lebka jedince Karabo obsahuje i přirozený výlitek mozkovny. Protože však je pevně uzavřena sedimenty, jejichž odstraněním by mohly být poškozeny samotné kosti, byl nález podroben detailnímu průzkumu pomocí počítačové tomografie v European synchrotron radiation facility (ESRF) v Grenoblu.
Velikost mozku odpovídá ostatním australopitékům a pohybuje se při horní hranici rozpětí moderních lidoopů. Také celkové uspořádání je obdobné jako u lidoopů, přesto se však již objevují náznaky reorganizace směrem k člověku. Nápadná je především nesouměrná velikost obou hemisfér - pravá polovina je proti levé mírně zvětšená. Tento znak je u lidí spojován s preferencí pravé ruky. Rovněž je mírně rozšířená přední část spánkového laloku. Další znaky, jako je umístění měsíčité rýhy (sulcus lunatus) však nelze na výlitku sledovat.

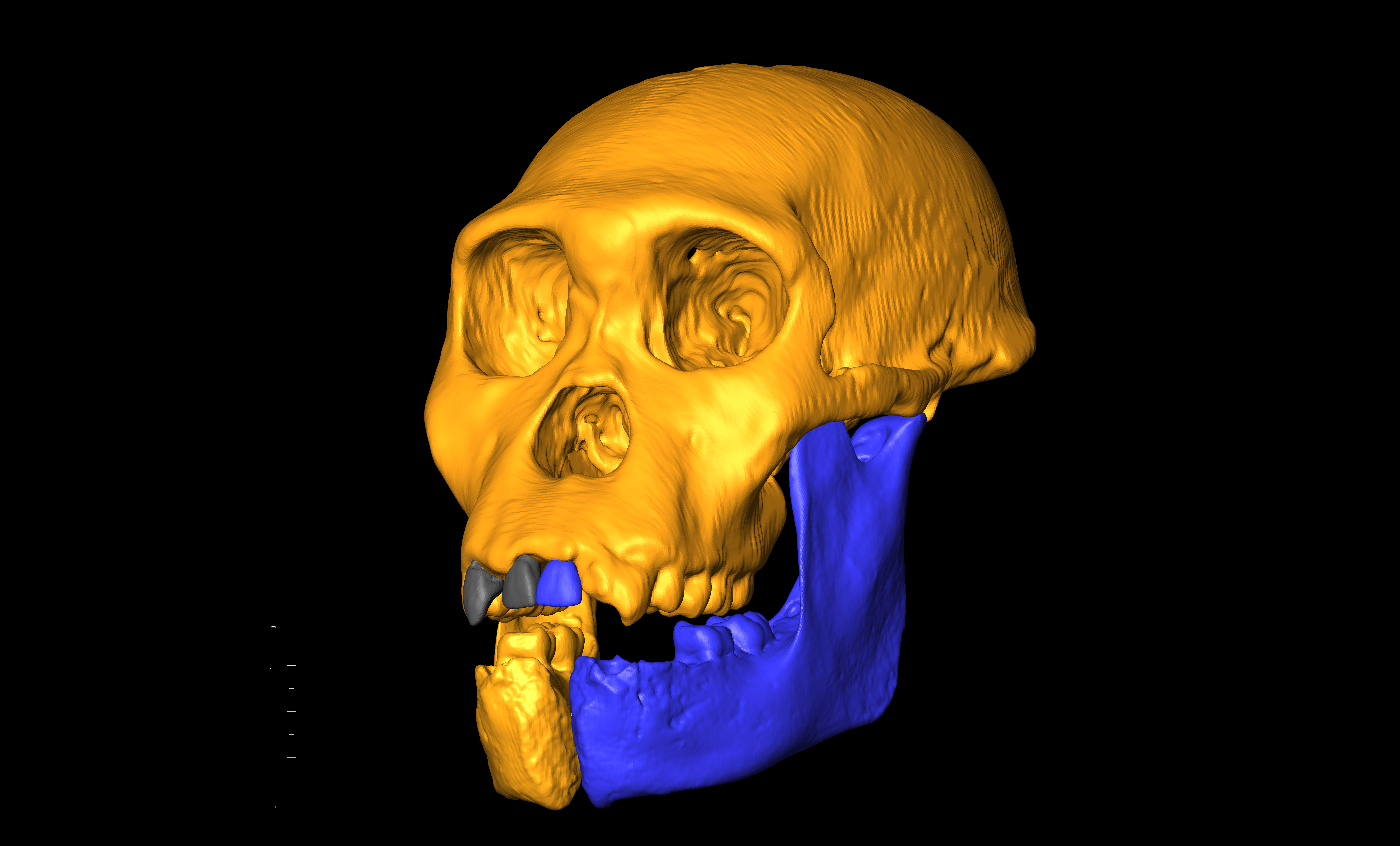
Rekonstruovaná lebka MH1 (Karabo)

### Lebka
Znaky mozkovny:
- protáhlý, ale do stran rozšířený tvar
- malý objem (cca 420 cm³)
- chybějící nápadné úpony silných žvýkacích a šíjových svalů (šípový hřeben crista sagittalis, šíjový hřeben crista nuchae)
- slabě pneumatizovaná spánková kost (os temporale), podobně jako u zástupců rodu Homo
- jen mírné zúžení lebky za očnicemi v porovnání s ostatními australopitéky

Znaky obličeje:

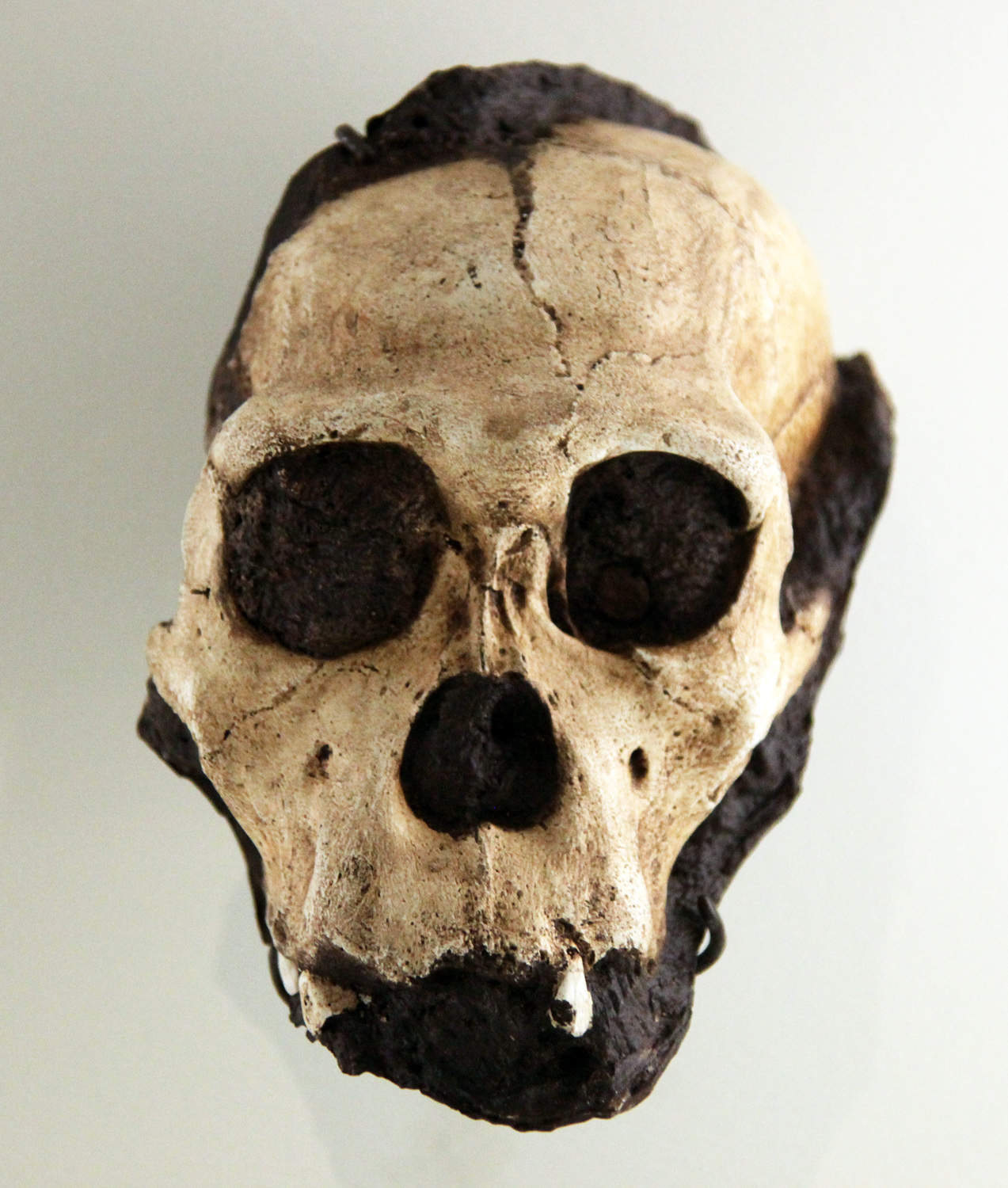
Lebka MH1 (Karabo)

- méně široká tvář s vystupujícím nosem, na rozdíl od typicky miskovité tváře a plochého nosu ostatních australopitéků
- nevýrazný nadočnicový val
- ostře ohraničený spodní okraj nosního otvoru
- chybějící zpevňující prvky obličeje (přední pilíře), typické pro ostatní jihoafrické australopitéky
- jen málo vystupující jařmové oblouky, vybíhající z čelisti nad prvními stoličkami, tedy poměrně vzadu jako u lidoopů
- málo vystupující čelisti v porovnání se staršími australopitéky
- téměř svisle probíhající symfýza dolní čelisti
- lehký náznak kostěné brady

Znaky na zubech:
- méně masivní žvýkací aparát než u starších australopitéků
- klenuté patro
- parabolický tvar zubního oblouku, podobně jako u lidí
- malé řezáky
- úzké, řezákovité špičáky, jen vzácně vystupující z linie ostatních zubů
- chybějící ostřící komplex[14] na hranách špičáků a třenových zubů, typický pro lidoopy
- chybějící diastema - mezera mezi druhými řezáky a špičáky horní čelisti a mezi špičáky a třenovými zuby dolní čelisti (typická pro lidoopy)
- nepříliš velké zadní zuby (třenové zuby, stoličky), na rozdíl od ostatních australopitéků

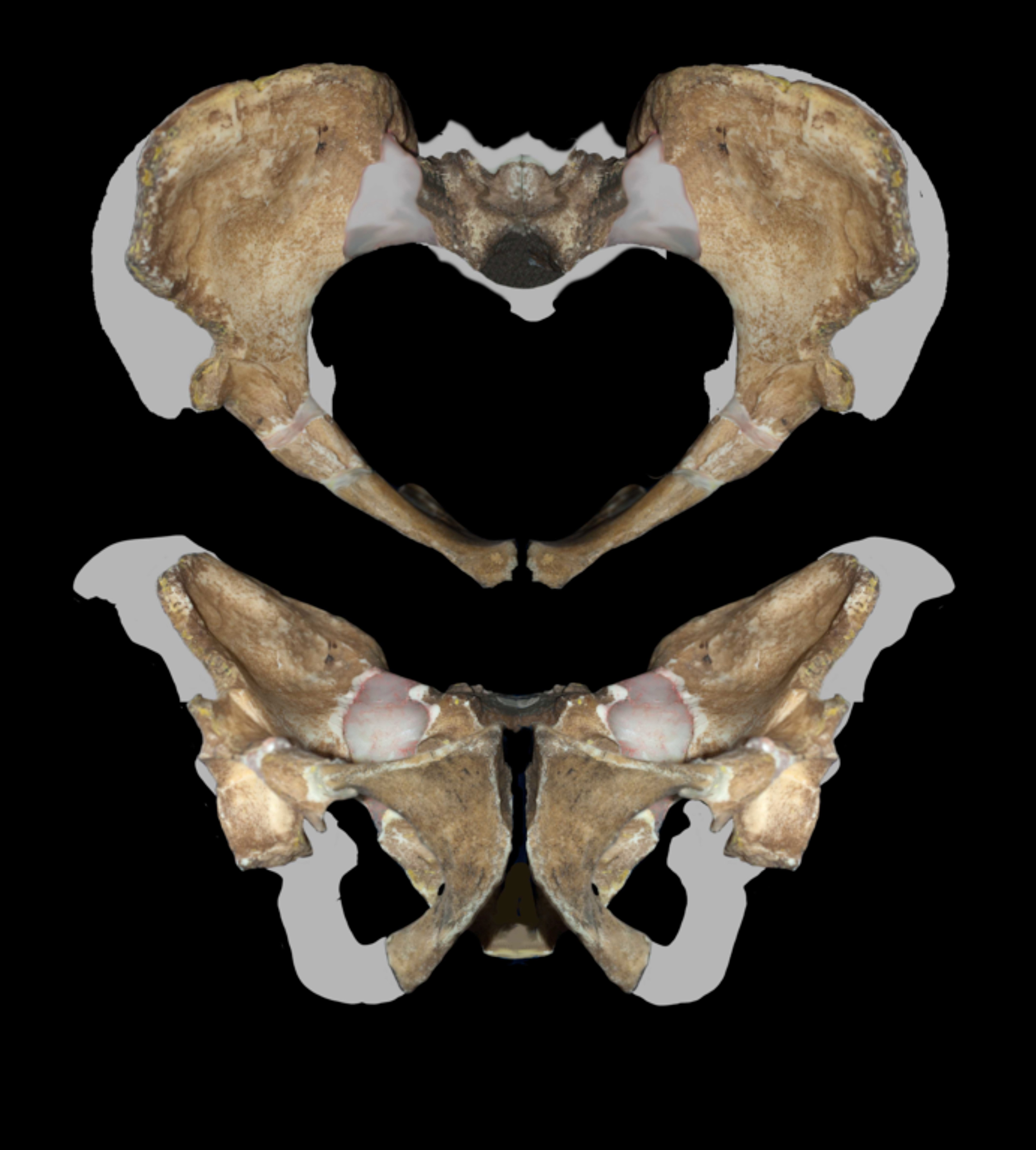
Pánev druhu A. sediba

- silná zubní sklovina

### Trup
- mohutný, primitivně trychtýřovitý tvar hrudníku jako u lidoopů (rozšíření spodní části však již není tak výrazné)
- páteř s pěti bederními obratli, tvořícími bederní lordózu
- pánev nesoucí všechny významné znaky lidské bipední chůze, celkově bližší lidem než lidoopům
- velikost a rozložení svalů pánevní oblasti podobné moderním lidem
- předozadně široký tvar pánve, širší než u ostatních australopitéků (podobně jako u lidí)
- lopaty kyčelní kosti poměrně svisle postavené, stočené vpřed více než u ostatních australopitéků
- dobře vyvinutý velký sedací zářez (incisura ischiadica) i přední dolní trn kyčelní (spina iliaca anterior inferior) podobně jako u lidí
- primitivně mělká jamka kyčelního kloubu (acetabulum)
- poměrně dlouhá stydká kost
- vysoká a úzká stydká spona (symphisis pubica)

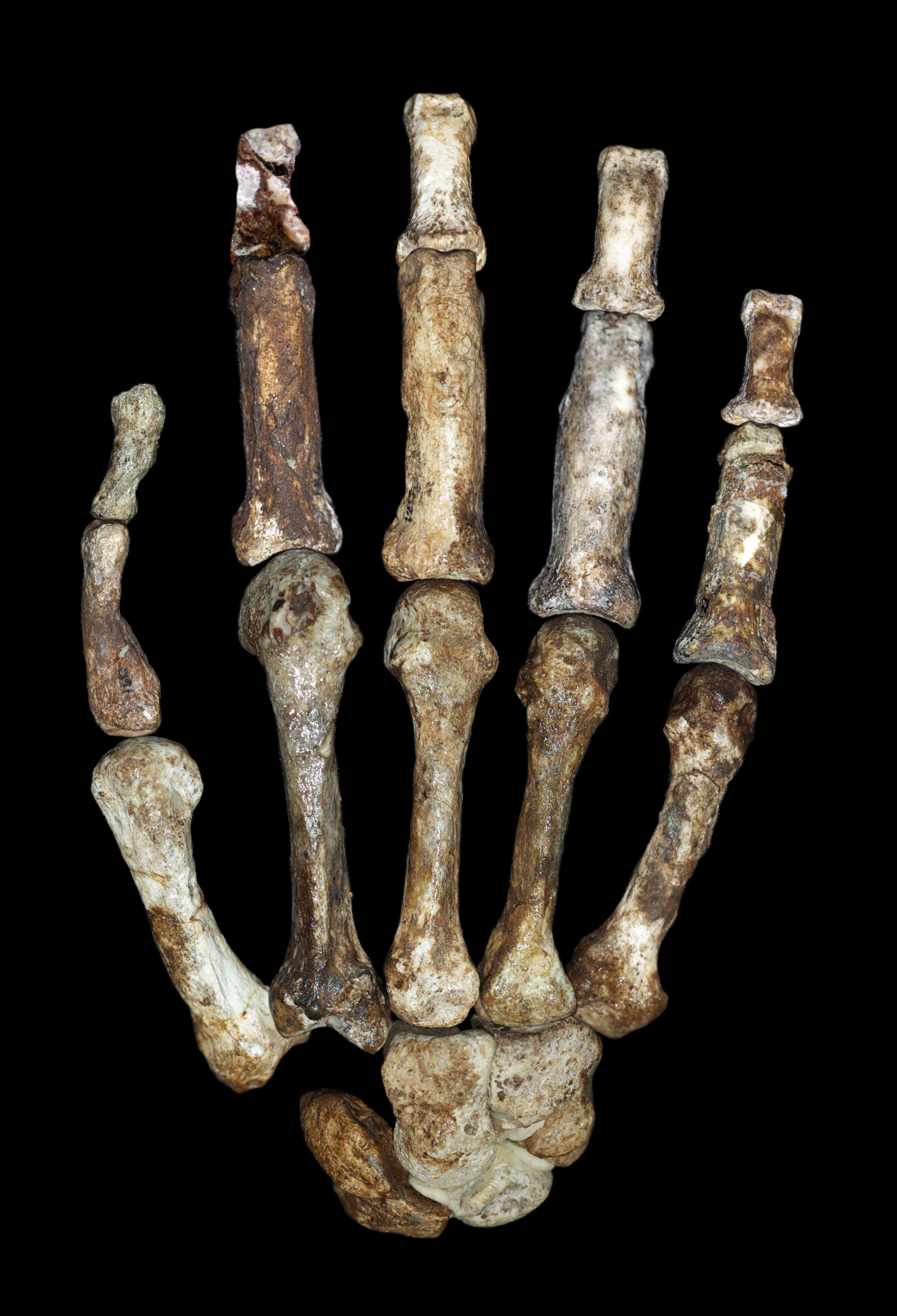
Kosti ruky

- poměrně krátká sedací kost

### Horní končetina
- paže s velkými klouby, v poměru k nohám ještě primitivně dlouhé, jako u moderních lidoopů
- lopatka utvářená obdobně jako u lidoopů, umístěná po stranách hrudníku, s primitivní, úzkou a kraniálně orientovanou jamkou ramenního kloubu (cavitas glenoidalis) a s výraznou laterální hranou
- dobře pohyblivý ramenní kloub i zápěstí
- krátká, primitivně utvářená klíční kost, odpovídající vysoko umístěným ramenům i lopatce
- pažní a vřetenní kost s nápadnými úpony pro silný vřetenní sval jako u ostatních australopitéků
- distální část pažní kosti s dobře vyvinutým vnějším epikondylem (epicondylus lateralis) jako u lidoopů i ostatních australopitéků
- velká a hluboká jamka pro výběžek loketní kosti (fossa olecrani)
- prostorný karpální tunel, umožňující silný úchop
- dobře pohyblivé zápěstí
- celková stavba a proporce ruky téměř zcela lidské, v porovnání s lidoopy zkrácené záprstní kosti i články prstů kromě palce
- mírně zakřivené články prstů jako u lidoopů
- koncové články prstů opatřené drsnatinou pro masitá bříška (tuberositas phalangis distalis) jako u lidí - odlišně od starších australopitéků a moderních lidoopů
- pohyblivý, poměrně dobře osvalený palec, ale méně než u ostatních australopitéků

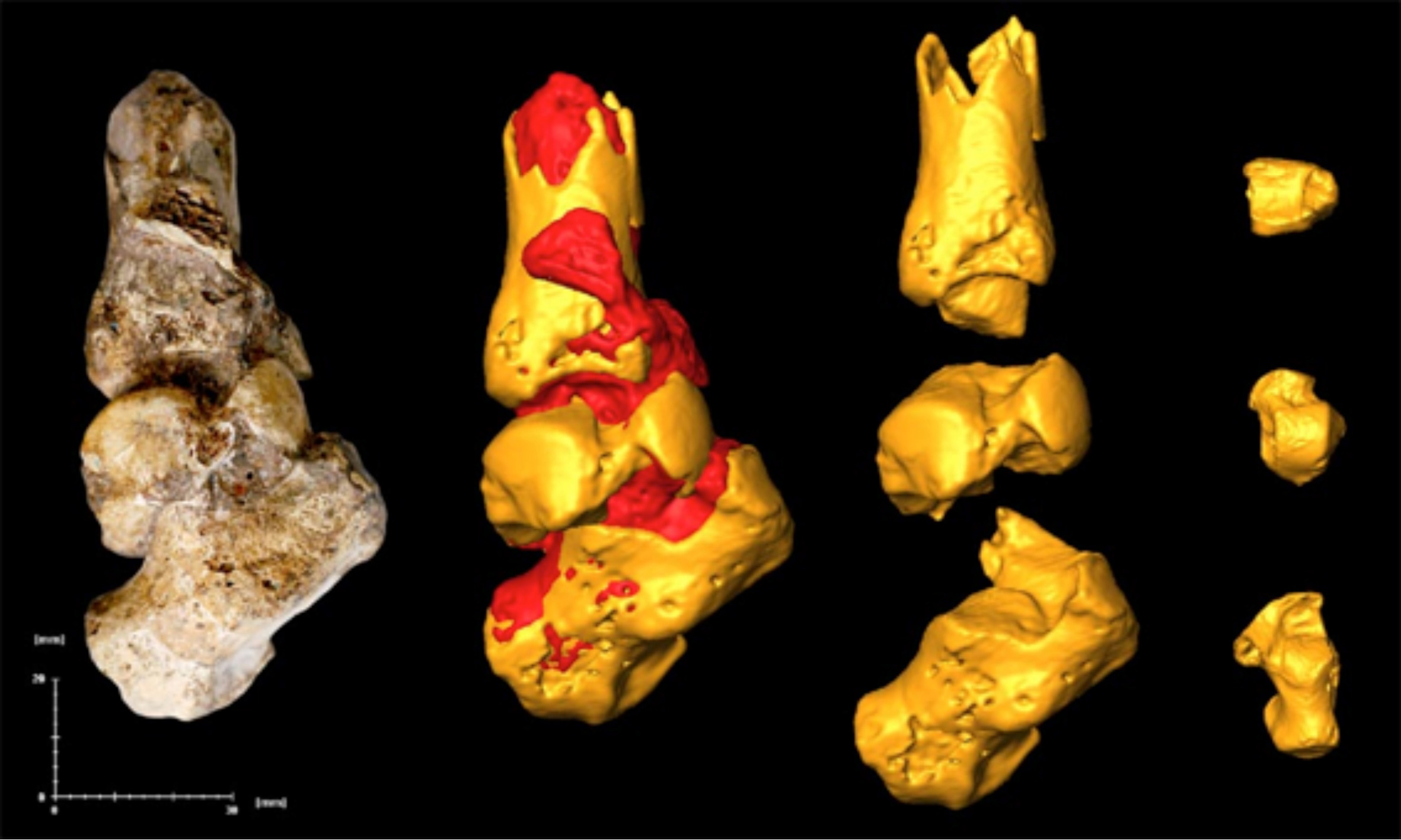
Kosti hlezenního kloubu a jejich virtuální rekonstrukce

### Dolní končetina
- stehenní kost s malou hlavicí a dlouhým, předozadně zploštělým krčkem jako u ostatních australopitéků
- zvýšený bikondylární úhel, valgózní koleno – distální část stehenní kosti je ukloněná do středu těla
- svisle postavená, nevbočená holenní kost
- nápadně robustní vnitřní kotník (malleolus) na holenní kosti, ukazující na výrazné zatěžování vnitřní strany nohou
- lehce stavěná patní kost jako u lidoopů, ale s lidskými znaky
- prodloužená Achillova šlacha jako u lidí
- poměrně pohyblivé zánártí (klouby mezi holenní, hlezenní, patní a krychlovou kostí), podobně jako u lidoopů
- chodidlo s příčnou a snad i nízkou podélnou klenbou

## Způsob života

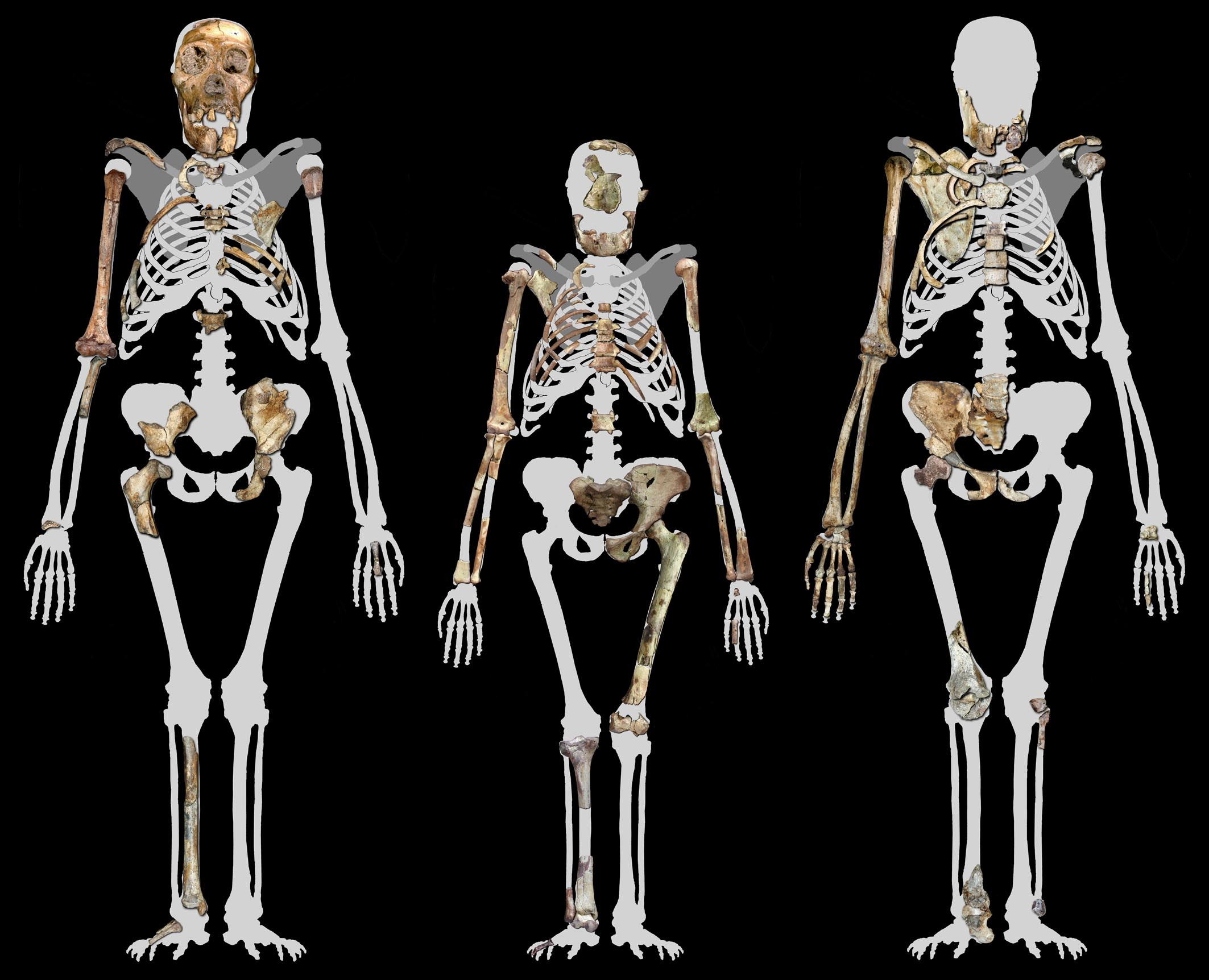
Rekonstrukce kostry A. sediba (na krajích) a A. afarensis (uprostřed)

Nalezené ostatky jsou unikátní tím, že zahrnují téměř kompletní kostru horní i dolní končetiny. Díky tomu je snazší pochopit pohybové možnosti druhu v porovnání s jedinci, z nichž jsou známé pouze části končetin nebo jednotlivé kosti.
Kostra nohy odpovídá bipedii s plně nataženými koleny a kyčlemi. Zvláštnosti v její stavbě (například robustní vnitřní kotník a morfologie čéšky) však odpovídají specifickému způsobu chůze, při němž byla výrazně zatěžována vnitřní strana chodidla, tzv. hyperpronaci. Moderním lidem způsobuje takový pohyb, při němž každým krokem rotují všechny kosti nohy směrem dovnitř, četná onemocnění kloubů a vazů, ovšem A. sediba byl takové chůzi dobře přizpůsoben.
Důvodem mohla být potřeba hojného pohybu v korunách stromů. Chodidlo A. sediba představuje jakýsi kompromis mezi nároky pozemního a stromového života - pomáhá k odrazu při vzpřímené chůzi, ale zároveň zůstává dostatečně pohyblivé pro lezení ve větvích. Častému využití stromového patra u druhu A. sediba odpovídá i utváření paží, které si uchovávají četné znaky lidoopů - primitivně utvářenou lopatku, dlouhé a dobře osvalené předloktí i zakřivené prsty schopné silného úchopu. Zdá se, že A. sediba byl pro lezení a šplhání vybaven lépe než ostatní australopitéci, takže pobyt v korunách stromů pro něj byl patrně významnější a častější než u ostatních druhů. Ovšem úchop měl přesnější spíše jako u moderních lidí.
Přesto ani pozemní chůze neztratila na významu. Tomu nasvědčuje utváření pánve, která je na rozdíl od ostatních australopitéků modernější, v předozadním směru širší. Rozšíření pánve se přitom původně předpokládalo až u zástupců rodu Homo, a to kvůli zvětšování hlaviček novorozenců. Mláďata druhu A. sediba se však velikostí mozku výrazně nelišila od lidoopů, přestavba pánve tak musela odpovídat spíše na požadavky bipedie než rozmnožování. Je možné, že změny umožnily efektivnější práci hýžďových a stehenních svalů a tudíž i energeticky méně náročnou chůzi.
Vzhledem k dobrému dochování kostí ruky lze studovat i manipulační schopnosti druhu. Kratší prsty vybavené citlivými masitými bříšky i pohyblivý svalnatý palec umožnily jemnější práci rukou než u moderních lidoopů i časných homininů včetně Homo habilis. Kosti, svaly i vazy palce jsou však přece jen lehčeji stavěné než u ostatních australopitéků, takže tento prst patrně nebyl tak intenzivně využívaný. Proto odborníci zatím příliš neuvažují o výrobě kamenných nástrojů.
Analýza izotopů uhlíku ze zubní skloviny ukazuje, že A. sediba se na rozdíl od ostatních australopitéků soustředil téměř výhradně na konzumaci stravy lesních porostů (v Africe C3-rostliny), podobně jako moderní šimpanzi nebo pliocenní Ardipithecus ramidus. To souhlasí i s pozorovanými adaptacemi pro šplhání a lezení ve větvích. Stejně jako jiní australopitéci ovšem A. sediba přijímal široké spektrum potravy a nebyl úzce vyhraněný. Fytolity (drobné křemičité částečky z rostlinných tkání), získané ze zubního kamene patří rostlinám dvouděložným (plody, listy, kůra) i jednoděložným (stínomilné a vodomilné tropické traviny či šáchorovité). Mikroskopické poškození skloviny se podobá druhu Paranthropus robustus a ukazuje na alespoň občasnou konzumaci tvrdé stravy. Vzhledem k lehce staveným zubům i lebce však tyto zdroje zřejmě neměly takový význam jako u robustních druhů a přežití druhu na nich nezáviselo.

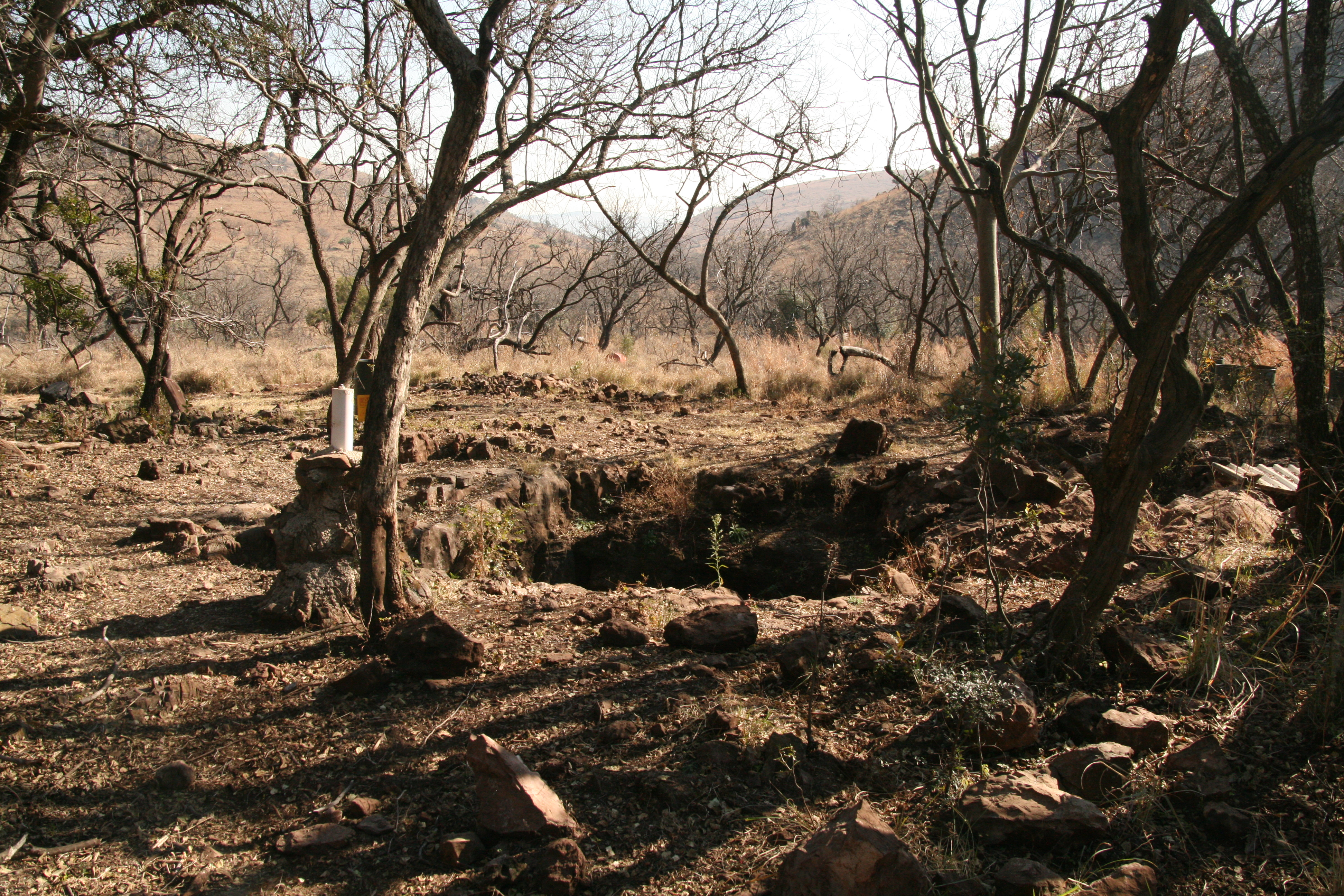
Lokalita Malapa v roce 2011

Závěrům o pohybu a stravě druhu A. sediba částečně odporuje rekonstrukce přírodního prostředí v okolí lokality Malapa. Sedimenty z jeskyně obsahovaly početné fytolity travin, ukazující na přítomnost rozsáhlých travnatých ploch. Tomu nasvědčují i nalézané ostatky zvířat, živících se spásáním trávy (Equus, Megalotragus). Také analýza izotopů uhlíku ze zubní skloviny turovitých a hlodavců ukazuje, že tato zvířata konzumovala převážně rostliny z travnatého, bezlesého prostředí (v Africe C4-rostliny). Menší množství fytolitů, stejně jako pyl a drobné zlomky dřeva však ukazují i na přítomnost prostorově omezených lesních či křovinatých porostů. Prostředí v Malapa bylo tedy před 2 miliony let spíše otevřené, s převládajícími travnatými porosty, ovšem kolem jeskyně, nacházející se v přirozeně chráněném údolí poblíž soutoku dvou potoků se mohl rozkládat nevelký lužní les. Právě v něm mohli jedinci druhu A. sediba nacházet útočiště i dostatek potravy.

## Fylogeneze
Australopithecus sediba je jedním z nejmladších australopitéků, který se díky početným moderním znakům (malé zuby, dobře vyvinutá pánev, prodloužené dolní končetiny) víc než ostatní australopitékové podobá člověku. Proto byl svými nálezci označen za jeden z přechodných druhů, který se mohl stát předkem rodu Homo. Protože jsou však první známé ostatky lidí mnohem starší než A. sediba (asi 2,8-2,4 milionu let), považují autoři druh A. sediba za předka Homo erectus, zatímco starší, méně poznaní zástupci lidí (Homo habilis, Homo rudolfensis) by měli stát mimo vývoj směrem k člověku.
S tímto názorem však většina odborníků nesouhlasí a druh A. sediba považuje za slepou vývojovou větev. Zdůrazňuje podobnost s druhem A. africanus, přičemž anatomické rozdíly mohou být jen důsledkem postupných změn v čase. To by znamenalo, že A. sediba je přímým pokračovatelem A. africanus v jedné vývojové linii (anageneze), vyhynul ovšem bez potomků.
Zdá se, že ačkoliv se A. sediba již nápadně podobá prvním lidem, nemusí být jejich předkem ani blízkým příbuzným. Je dalším z dokladů složité mozaikovité evoluce člověka, kdy se vyvíjí několik různých linií homininů, „experimentujících“ se vzpřímenou chůzí i dalšími lidskými znaky a pronikajících do otevřené bezlesé krajiny. Patrné jsou početné homoplasie, vyloučit nelze ani mezidruhové křížení. To vše komplikuje poznání vztahů jednotlivých druhů, takže je nesnadné určit, která z linií pokračovala směrem k moderním lidem.